# Лизо
Мелиса Вивијан Џеферсон (енгл. Melissa Viviane Jefferson; рођ. 27. априла 1988), професионално позната као Лизо (енгл. Lizzo), је америчка певачица, реперка, текстописац и флаутисткиња. Рођена у Детроиту, преселила се у Хјустон, где је започела да наступа, пре него што се преселила у Минеаполис, где је започела сниматељску каријеру. Пре него што је потписала уговор са Nice Life-ом и Atlantic Records-ом, Лизо је објавила два студијска албума—Lizzobangers (2013) и Big Grrrl Small World (2015). Лизин први EP за велику кућу, Coconut Oil, објављен је 2016.
Главни успех постигла је објављивањем свог трећег студијског албума, Cuz I Love You (2019), која је достигла врхунац међу првих пет америчког Billboard 200. Албум је изнедрио два сингла, „Juice” и „Tempo”. Делукс верзија албума укључује Лизин сингл „” из 2017. године, који је постао вирални спавачки хит, на врху америчког  100-а две године након објављивања. Отприлике у то време, њен сингл „” из 2016. године, такође попела се на топ листе, достигавши треће место на Hot 100-у и десето на UK Singles Chart-у. Лизо је добила осам номинација на 62. додели награда Греми, највише за било ког уметника те године, укључујући најбољи албум године за делукс верзију албума Cuz I Love You, најбољу песму године и најбољу плочу године за „Truth Hurts”, као и за најбољег новог уметника. На крају је освојила награде за најбољи урбани савремени албум, најбољи поп соло наступ за „Truth Hurts” и најбољи традиционални ер-ен-би наступ за песму „Jerome”.
Поред певања и реповања, Лизо такође преузима и глумачке улоге: служила је као гласовна улога у анимираном филму Ружњићи (2019) и појавила се у криминалистичко-драмедијском филму Преваранткиње са Вол Стрита (2019). Године 2019, Time је именовао Лизо за „Забавницу године” због њеног метеорског успона и доприноса музици. Поред своје три награде Греми, освојила је и Billboard Music Award, BET Award и две Soul Train Music Awards.

## Видеографија
| Спот                       | Година | Режисер                                  |
| -------------------------- | ------ | ---------------------------------------- |
| Batches & Cookies          | 2013   | KRON                                     |
| Faded                      | 2014   | KRON                                     |
| Bus Passes and Happy Meals | 2014   | Annette Navarro                          |
| Let 'Em Say                | 2014   | KRON                                     |
| Paris                      | 2014   |                                          |
| My Skin                    | 2015   | Quinn Wilson, Asha Efia & Lizzo          |
| Humanize                   | 2016   | Quinn Wilson, Asha Efia & Lizzo          |
| Good as Hell (version 1)   | 2016   |                                          |
| Phone                      | 2016   |                                          |
| Scuse Me                   | 2017   | Blaque Roommate & Asha Efia              |
| Water Me                   | 2017   | Quinn Wilson, Asha Efia & Andy Madeleine |
| Truth Hurts                | 2017   | Quinn Wilson                             |
| Fitness                    | 2018   | Quinn Wilson                             |
| Boys                       | 2018   | Quinn Wilson & Andy Madeleine            |
| Juice                      | 2019   | Quinn Wilson                             |
| Cuz I Love You             | 2019   | Quinn Wilson                             |
| Tempo                      | 2019   | Andy Hines                               |
| Good as Hell(version 2)    | 2019   | Алан Фергусон                            |
| Rumors                     | 2021   | Тану Муино                               |
| About Damn Time            | 2022   | Кристијан Бреслауер                      |
| 2 Be Loved (Am I Ready)    | 2022   | Лизо,Кристијан Бреслауер                 |
| Special                    | 2023   | Кристијан Бреслауер                      |
| Love in Real Life          | 2025   |                                          |
| Still Bad                  | 2025   |                                          |
| Still bad (Animal style)   | 2025   |                                          |